# Lumbricillus buelowi
Lumbricillus buelowi är en ringmaskart som först beskrevs av Nielsen och Christensen 1959.  Lumbricillus buelowi ingår i släktet Lumbricillus och familjen småringmaskar. Arten är reproducerande i Sverige. Inga underarter finns listade i Catalogue of Life.